# Delias yagishitai
Delias yagishitai is een vlindersoort uit de familie van de Pieridae (witjes), onderfamilie Pierinae.
Delias yagishitai werd in 2003 beschreven door Morita.